# Plutoniumboride

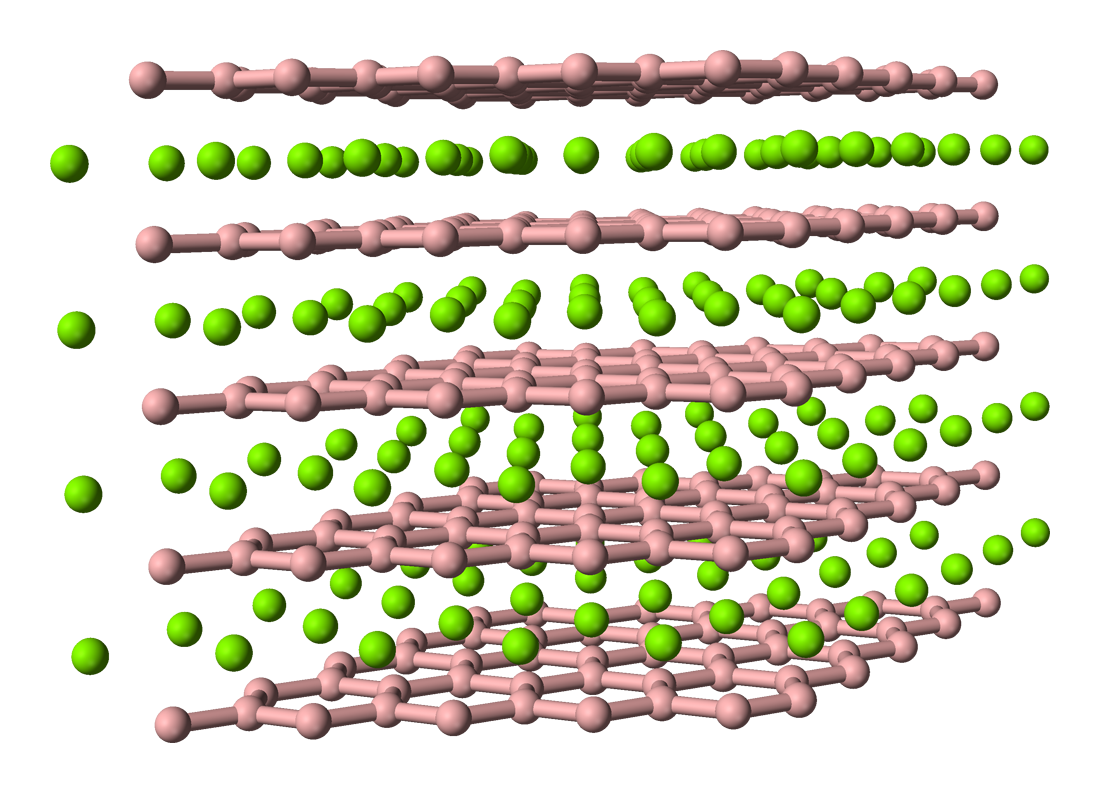
Struktur des PuB_{2}

Die Plutoniumboride sind eine Stoffgruppe von Verbindungen, die aus den Elementen Bor und Plutonium bestehen.
Die bis heute 4 bekannten Plutoniumboride bilden sich durch direkte Reaktion beider Elemente (Bor in Pulverform) unter Schutzgasatmosphäre bei vermindertem Druck unter bestimmten Temperaturbedingungen. Da Bor (insbesondere 10B) ein Neutronengift ist, sind Plutoniumboride eine Möglichkeit, größere Mengen Plutonium ohne die Gefahr einer Kritikalität zu lagern. Ebenfalls aufgrund der Eigenschaft als Neutronengift wird Borsäure in Druckwasserreaktoren dem Kühlmittel zugegeben um Überschuss-Reaktivität auszugleichen.

## Plutoniumborid
Plutoniumborid (PuB) bildet sich durch Reaktion beider Elemente bei einer Temperatur von 1200 °C, mit einem Boranteil von 40 bis 70 %. Es besitzt eine NaCl-Kristallstruktur (wie andere Borverbindungen TiB, ZrB und HfB). Die Bindungslänge beträgt 246 pm.
Ein anderes Verfahren ist die Reaktion eines Plutoniumhalogenids mit Magnesiumdiborid bei niedriger Wärmezufuhr. Dieses Verfahren wird angewendet, um stärker strahlende und damit gefährlichere radioaktive Stoffe in eine weniger gefährliche Lagerform zu überführen.

## Plutoniumdiborid
Plutoniumdiborid (PuB2) bildet sich durch Reaktion beider Elemente bei einer Temperatur von 800 °C, mit einem Boranteil von 60 bis 65 %. Es besitzt die Struktur von AlB2 bzw. UB2.

## Plutoniumtetraborid / Plutoniumhexaborid

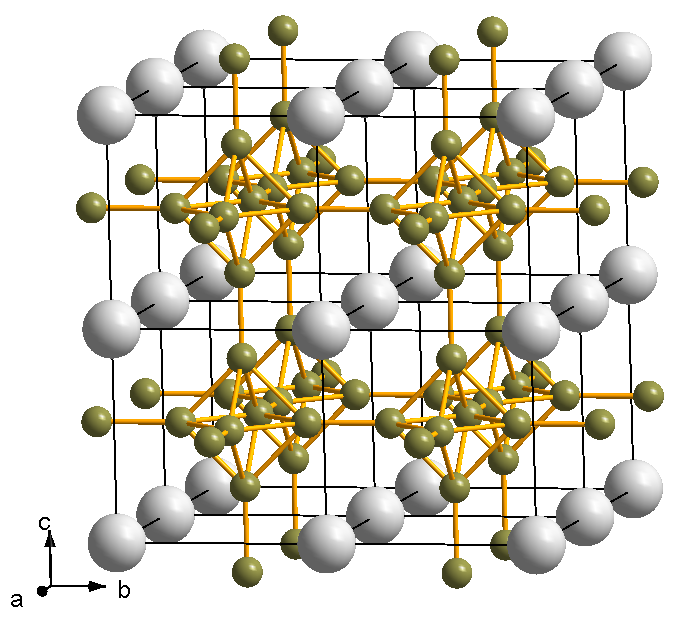
Kristallstruktur von Plutoniumhexaborid

Ab 1200 °C bilden sich Stoffgemische aus Plutoniumtetraborid (PuB4) und Plutoniumhexaborid (PuB6), mit einem Boranteil von 70 bis 85 %; die Menge an PuB6 erhöht sich bei Temperaturanstieg.
PuB4 besitzt eine tetragonale UB4-Struktur, PuB6 die kubische CaB6-Struktur (isomorph mit ThB6).

## PuB100
Das bemerkenswerteste Plutoniumborid ist unter Umständen das PuB100. Seine Existenz demonstriert die Wichtigkeit der Borid-Forschung bezüglich des Themas Kontamination, da schon weniger als 1 % einer Verunreinigung dazu führt, dass seine Kristallstruktur sich verändert.